# Anton Silouanov
Anton Guermanovitch Silouanov (Анто́н Ге́рманович Силуа́нов), né le 12 avril 1963 à Moscou, est un homme politique russe. Le 27 septembre 2011, il est nommé ministre des Finances par intérim,, il est confirmé à ce poste le 21 mai 2012 lors d'un remaniement ministériel. C'est donc le douzième ministre des Finances de la fédération de Russie.
De 2018 à 2020, il est premier vice-président du gouvernement russe.
Il a le grade civil de conseiller d'État effectif de la fédération de Russie de 1re classe.

## Biographie
Anton Silouanov est le fils d'un fonctionnaire du ministère des Finances de l'ancienne URSS, puis de la fédération de Russie. Il termine l'Institut des finances de Moscou en 1985, dans la spécialité « finances et crédits » et devient économiste au ministère des Finances de la RSFS de Russie, jusqu'en mars 1987. Il fait son service militaire de mars 1987 à mai 1989. Il est ensuite jusqu'en 1992 économiste de première catégorie. En février 1992, il est nommé vice-chef de département au ministère des Finances et de l'Économie de la fédération de Russie et travaille jusqu'en octobre 1997 comme vice-chef de département de l'administration du budget, puis comme vice-directeur de ce même département.
Il présente une thèse en Sciences économiques en 1994 sur « la politique budgétaire de l'État dans les conditions de la transition aux rapports du marché ». D'octobre 1997 à juillet 2003, il est directeur du département de politique macro-économique et des activités bancaires du ministère des Finances de la fédération de Russie.
Il est nommé le 22 mars 2001, membre du collège du ministère des Finances et, de juillet 2003 à mai 2004, vice-ministre des Finances. De mai 2004 au 12 décembre 2005, Silouanov est directeur du département des relations budgétaires intergouvernementales. Il est nommé aussitôt après de nouveau vice-ministre des Finances.
Il est ministre des Finances par intérim à partir du 27 septembre 2011 et entre au Conseil de sécurité de Russie. Il est nommé ministre des Finances le 16 décembre 2011.
Il est membre du parti Russie unie.
Anton Silouanov apprécie la moto et la chasse sous-marine, et collectionne les disques vinyles. Il parle couramment allemand.

## Décorations
- Ordre du Mérite pour la Patrie de IVe classe (2 février 2011)

## Sanctions
En réponse à l'invasion de l'Ukraine par la Russie le 24 février 2022, le Canada le sanctionne personnellement ce même jour. Le 6 avril 2022, les États-Unis font de même.
Le 9 juin 2022, l'Ukraine interdit aussi de son territoire Anton Silouanov.